# أميرة اليحياوي

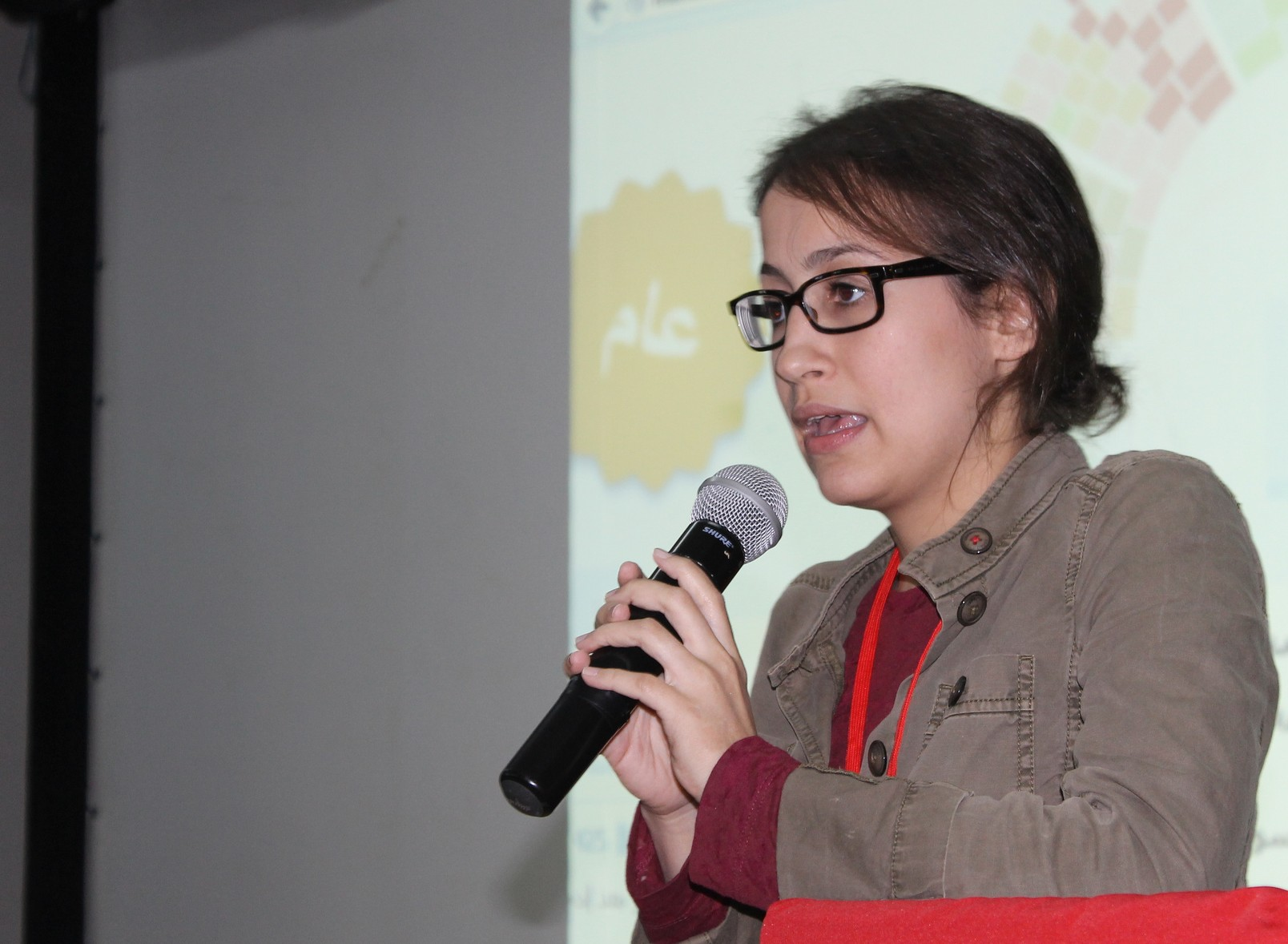
أميرة اليحياوي تقدم أعمال منظمة البوصلة.

أميرة اليحياوي هي مدونة وناشطة مجتمع مدني تونسية. ورئيسة منظمة البوصلة. هي أصيلة منطقة قصر الحدادة وولدت في 6 أغسطس 1984. في 2005 أجبرت على النفي في فرنسا.

## النشأة
ولدت أميرة اليحياوي في قصر الحدادة وهي ابنت القاضي مختار اليحياوي وكانت معارضة لنظام الرئيس التونسي السابق زين العابدين بن علي كأبيها وابن عمها زهير اليحياوي. رشحت نفسها لانتخابات المجلس الوطني التأسيسي في 23 أكتوبر 2011 عن دائرة فرنسا. أسست موقع المرصد لمراقبة المجلس الوطني التأسيسي ثم أسست جمعية البوصلة التي أرغمت المجلس الوطني التأسيسي على كشف مداولات لجانه. واصلت بعد انتهاء مهام هذا الأخير مراقبة أعمال مجلس نواب الشعب الجديد.

## الجوائز والتقدير
- أكتوبر 2014: جائزة مؤسسة شيراك في قسم الوقاية من النزاعات.
- مارس 2013: 98 ضمن "أقوى 100 امرأة عربية 2013" من قبل أريبيان بزنس.[1]
- 2012: ضمن "أقوى 500 شخصية عربية 2012" من قبل أريبيان بزنس.